# Chi Cá sỉnh
Chi Cá sỉnh (tên khoa học: Onychostoma) là một chi cá thuộc họ Cá chép. Chi này hiện có 23 loài được mô tả và sinh sống ở Đông Á và Đông Nam Á.

## Các loài
Hiện tại, FishBase công nhận 23 loài trong chi này.
- Onychostoma alticorpus (Ōshima, 1920)
- Onychostoma angustistomatum (P. W. Fang, 1940)
- Onychostoma barbatulum (Pellegrin, 1908)
- Onychostoma barbatum (S. Y. Lin, 1931)
- Onychostoma breve (H. W. Wu & Chen, 1977)
- Onychostoma daduense R. H. Ding, 1994
- Onychostoma dongnaiense Hoang, Pham & Tran, 2015
- Onychostoma elongatum (Pellegrin & Chevey, 1934)
- Onychostoma fangi Kottelat, 2000
- Onychostoma fusiforme Kottelat, 1998
- Onychostoma gerlachi (W. K. H. Peters, 1881) (Đồng nghĩa: Varicorhinus (Onychostoma) babeensis (Nguyen & Nguyen, 2001), Varicorhinus (Onychostoma) thacbaensis (Nguyen & Ngo, 2001), Varicorhinus yeni (Nguyen & Ngo, 2001)): Cá niên, cá mát, cá sỉnh cao, cá niêng.
- Onychostoma krongnoense Hoang, Pham & Tran, 2015
- Onychostoma laticeps Günther, 1896: Cá sỉnh gai, cá mát
- Onychostoma lepturus (Boulenger, 1900) (Đồng nghĩa: Varicorhinus argentatus (Nguyen & Doan, 1969), Varicorhinus erythrogenys (Nguyen & Doan, 1969), Varicorhinus lepturus (Boulenger, 1900), Varicorhinus microstomus (Nguyen & Doan, 1969), Onychostoma vietnamensis (Banarescu, 1971)): Cá phao/phệnh, cá đát trắng/đỏ.
- Onychostoma lini (H. W. Wu, 1939)
- Onychostoma macrolepis (Bleeker, 1871)
- Onychostoma meridionale Kottelat, 1998: Cá sỉnh Lào.
- Onychostoma ovale Pellegrin & Chevey, 1936
- Onychostoma rarum (S. Y. Lin, 1933)
- Onychostoma simum (Sauvage & Dabry de Thiersant, 1874)
- Onychostoma uniforme (Đ. Y. Mai, 1978)
- Onychostoma virgulatum Q. Xin, E. Zhang & W. X. Cao, 2009